# 1981年法國立法選舉
1981年法國立法選舉在1981年6月14日和21日舉行，選舉法蘭西第五共和國的第七屆國民議會成員。法國社會黨獲得269個議席，贏得這次選舉的勝利。社會黨總書記皮耶·莫華因此出任法國總理。